# Kanton Saint-Paulien
Der Kanton  Saint-Paulien ist seit 1790 ein französischer Kanton  im Arrondissement Le Puy-en-Velay im Département Haute-Loire in der Region Auvergne-Rhône-Alpes in Frankreich; sein Hauptort ist Saint-Paulien.

## Geografie
Der Kanton liegt im Zentrum des Départements Haute-Loire. Im Südwesten grenzt er an den Kanton Loudes, im Nordwesten an den Kanton Allègre, im Nordosten und Osten an den Kanton Vorey und im Südosten und Süden an den Kanton Le Puy-en-Velay-Nord. Sein Gebiet liegt zwischen 528 m in Saint-Vincent und 1098 m in Saint-Geneys-près-Saint-Paulien über dem Meeresspiegel.

## Gemeinden
Der Kanton besteht aus 18 Gemeinden mit insgesamt 13.010 Einwohnern (Stand: 2022) auf einer Gesamtfläche von 258,33 km²:
| Gemeinde                        | Einwohner 1. Januar 2022 | Fläche km² | Dichte Einw./km² | Code INSEE | Postleitzahl |
| ------------------------------- | ------------------------ | ---------- | ---------------- | ---------- | ------------ |
| Bellevue-la-Montagne            | 448                      | 32,74      | 14               | 43026      | 43350        |
| Blanzac                         | 450                      | 8,58       | 52               | 43030      | 43350        |
| Borne                           | 405                      | 5,48       | 74               | 43036      | 43350        |
| Céaux-d’Allègre                 | 484                      | 32,41      | 15               | 43043      | 43270        |
| Chaspuzac                       | 849                      | 9,77       | 87               | 43062      | 43320        |
| Fix-Saint-Geneys                | 141                      | 7,91       | 18               | 43095      | 43320        |
| Le Vernet                       | 22                       | 3,82       | 6                | 43260      | 43320        |
| Lissac                          | 293                      | 12,03      | 24               | 43122      | 43350        |
| Loudes                          | 947                      | 24,33      | 39               | 43124      | 43320        |
| Saint-Geneys-près-Saint-Paulien | 319                      | 16,49      | 19               | 43187      | 43350        |
| Saint-Jean-de-Nay               | 338                      | 28,26      | 12               | 43197      | 43320        |
| Saint-Paulien                   | 2.419                    | 40,63      | 60               | 43216      | 43350        |
| Saint-Privat-d’Allier           | 397                      | 37,67      | 11               | 43221      | 43580        |
| Saint-Vidal                     | 609                      | 7,71       | 79               | 43229      | 43320        |
| Sanssac-l’Église                | 1.078                    | 15,28      | 71               | 43233      | 43320        |
| Vazeilles-Limandre              | 265                      | 11,72      | 23               | 43254      | 43320        |
| Vergezac                        | 470                      | 20,31      | 23               | 43257      | 43320        |
| Vernassal                       | 363                      | 19,23      | 19               | 43259      | 43270        |
| Kanton Saint-Paulien            | 10.297                   | 334,37     | 31               | 4316       | –            |

Bis zur Neuordnung bestand der Kanton Saint-Paulien aus den sieben Gemeinden: Blanzac, Borne, Lavoûte-sur-Loire, Lissac, Saint-Geneys-près-Saint-Paulien, Saint-Paulien und Saint-Vincent.

## Veränderungen im Gemeindebestand seit der landesweiten Neuordnung der Kantone
2017: Fusion Saint-Didier-d’Allier und Saint-Privat-d’Allier → Saint-Privat-d’Allier

## Bevölkerungsentwicklung
| 1962 | 1968 | 1975 | 1982 | 1990 | 1999 | 2006 | 2011 |
| ---- | ---- | ---- | ---- | ---- | ---- | ---- | ---- |
| 4293 | 4039 | 3852 | 4150 | 4346 | 4542 | 5090 | 5481 |